# Frida Lindgren Karlsson
Frida Lindgren Karlsson, född 1 oktober 1980, är en svensk barnmorska, författare och manusförfattare.

## Böcker
Frida Lindgren Karlsson debuterade 2010 på Kikkuli förlag med "Lisen tappar andan" som är en barnbok om astma och allergi, vilken blev rekommenderad av Astma- och Allergiförbundet. Hösten 2010 kom hennes andra bok ut, på Sivart förlag, "Hästen Lukas och Kossan 75", som handlar om mobbning. 
År 2011 kom första lättlästa boken om Junia på Hegas förlag, "Junia börjar skolan", som används av Studentlitteratur i läroboken Simsalabim. 2012 kom den andra boken "Junia får en bror". 
Kikkuli förlag gav 2011 ut Karlssons bok  "Albin tänker om" som handlar om barnfetma. Boken kan användas inom undervisning om kost och hälsa och skapade debatt i Sverige och även utomlands.  
Karlsson har också 2012 på Idus förlag gett ut "Prinsessan Isabelle upp o ner" och "Prinsessan Isabelle gör hyss". 
Under hösten 2012 kom hennes första vuxenroman "Skuggan över viken" vilken gavs ut av Idus förlag. 2015 kom den första ungdomsboken "Ni fattar ingenting" via L.C förlag.
År 2015 testade hon att skriva sensuella noveller under pseudonymen ”Jenna Green” och ingår som en av författarna i novellsamlingen ”Berör mig, förför mig”. 2016 kom nästa bok "Hejdå bästa farmor", en bok om döden som skrevs i samarbete med Fonus. 2017 kom barnboken "Lakritsmysteriet".

## Manusförfattare
Karlsson är också manusförfattare till kortfilmen Hela havet stormar som skildrar hur en syskonrelation kan förändras av ett äventyr. Filmen tilldelades Flimmerfestivalens Guldsvanen-pris i tungviktsklassen med motiveringen:
 En magisk men enkel skildring av något vardagligt. En berättarteknik som imponerar och fotografi som både är intensiv och rofylld. För det här filmteamet krävdes inte många ord och inte heller sällsynta element för att få fram kärnan i historien. Filmen är en lek i fantasins värld, väl förankrad i verkligheten när två världar möts. En charmig historia som förför med sin enkelhet OCH komplexitet. För denna gedigna och vackra film ger vi "Hela havet stormar" priset i tungviktsklassen.
Filmen valdes även ut till Berlins barnfilmfestival 2012.

## Övrigt
Frida Lindgren Karlsson har bloggat under två år på Norrköpings tidningar, skrivit krönikor i Folkbladet och varit gästkrönikor i tidningen Må bra.